# Леван Гелбахіані
Леван Гелбахіані (груз. ლევან გელბახიანი; нар. 30 грудня, 1997, Чиатура, Грузія) — грузинський актор театру і кіно. 

## Фільмографія
| Рік  |   | Українська назва     | Оригінальна назва | Роль |
| ---- | - | -------------------- | ----------------- | ---- |
| 2019 | ф | А потім ми танцювали |                   |      |